# Claire Guttenstein
Claire Guttenstein, de domo Frick (ur. 19 września 1886 w Saint-Josse-ten-Noode, zm. w kwietniu 1948 w Jette) – belgijska pływaczka z początku XX wieku, uczestniczka igrzysk olimpijskich, rekordzistka świata. 
Podczas V Letnich Igrzysk Olimpijskich w Sztokholmie w 1912 roku, dwudziestoczteroletnia Guttenstein wystartowała w jednej konkurencji pływackiej. Na dystansie 100 metrów stylem dowolnym z nieznanym czasem piąte miejsce w trzecim wyścigu eliminacyjnym i odpadła z dalszej rywalizacji.
W okresie od 2. października 1910 r. do 29. września 1911 r. Guttenstein była rekordzistką świata na tym dystansie. Rekord wynosił 1:26,6.
Później wraz z mężem zmieniła nazwisko zna Gutt.